# کرم‌های مخملی
کرم‌های مخملی یا ناخُن‌دارتباران (Onychophora) شاخه‌ای کوچک از جانوران پوست‌انداز هستند.
این ارگانیسم‌های بندبند شبیه به هزارپا، چشم‌هایی ریز دارند و دارای شاخک هستند. کرم‌های مخملی همچنین چندین جفت پا و غده‌های مخاطی دارند. این کرم‌ها بیشتر در مناطق گرمسیری نیم‌کره جنوبی زندگی می‌کنند و غذای آن‌ها جانوران کوچک‌تر مانند حشرات است. کرم‌های مخملی با پراندن مخاطی چسبناک به سوی طعمه، به شکار طعمه خود اقدام می‌کند.
ناخن‌دارتباران صفات حلقوی‌تباران و بندپاتباران را به‌طور مشترک دارا هستند و احتمالاً بین این دو شاخه پیوند تکاملی برقرار می‌کنند؛ این جانوران بدن استوانه‌ای و پوشیده از نوارهایی از دکمه‌های (tubercle) فلس‌پوش و چهارده تا چهل‌وسه جفت پا دارند؛ دهان آنها در بخش شکمی است و در طرفین آن فک‌های چنگال‌مانند و پرزهای دهانی (papillae) قرار دارد.
در زیست‌شناسی امروزی، کرم‌های مخملی به خاطر روش جفت‌گیری عجیب‌شان و به خاطر زنده‌زایی مورد مطالعه هستند. کرم‌های مخملی به خاطر ظاهر عجیب و رفتار ویژهٔ خوراکی‌شان در حال تبدیل شدن به حیوان خانگی محبوب هستند.